# Championnat de France de basket-ball de deuxième division 1994-1995
Navigation
Saison précédente Saison suivante
Le championnat de Pro B de basket-ball est le deuxième plus haut niveau du championnat de France masculin de basket-ball. Seize clubs participent à la compétition au début.
Cette saison fut marquée par la domination d'Évreux en championnat. Besançon gagne les play-off. Lourdes et Vrigne-aux-Bois ne finissent pas le championnat pour des raisons financières,. Le championnat finit à 14 clubs. Il n'y a pas de descente du fait de l'élargissement de la Pro B à seize clubs pour la saison 1995-1996.

## Clubs participants
| Clubs                 | Salles (Capacités)                                                      | Villes               |
| --------------------- | ----------------------------------------------------------------------- | -------------------- |
| Angers BC             | Salle Jean-Bouin (3 700 places)                                         | Angers               |
| Besançon BCD          | Palais des sports (4000 places)                                         | Besançon             |
| Caen BC               | Palais des sports (3 000 places)                                        | Caen                 |
| ESPE Châlons          | Palais des sports Pierre-de-Coubertin (2 781 places)                    | Châlons-en-Champagne |
| ES Chalon             | Maison des sports (2 200 places)                                        | Chalon-sur-Saône     |
| ALM Évreux            | Salle Jean Fourre (3400 places)                                         | Évreux               |
| Hyères Toulon VB      | Espace 3000 (2 500 places)                                              | Hyères               |
| Rupella La Rochelle   | Salle Gaston Neveur (1 994 places)                                      | La Rochelle          |
| STB Le Havre          | Gymnase Gabriel Beauville (1 000 places)                                | Le Havre             |
| Lourdes BC            | Palais des Sports de Lourdes (900 places)                               | Lourdes              |
| Maurienne             | Gymnase du collège (1 200 places)                                       | Aiguebelle           |
| Poissy Chatou Basket  | Complexe Marcel Cerdan (2 200 places) et Gymnase Paul Bert (900 places) | Poissy et Chatou     |
| Chorale Roanne Basket | Halle André-Vacheresse (3 085 places)                                   | Roanne               |
| CO Saint-Brieuc       | Salle Steredenn (3 058 places)                                          | Saint-Brieuc         |
| Tours                 | Palais des sports (4 000 places)                                        | Tours                |
| EAVV Basket           | Salle Bérégovoy (4000 places)                                           | Vrigne-aux-Bois      |

En italique : Clubs n'ayant pas fini la saison.